# Eusébio
För andra betydelser, se Eusébio (olika betydelser).
Eusébio da Silva Ferreira (portugisiskt uttal [euˈzɛbiʊ dɐ ˈsiɫvɐ fɨˈʁɐiɾɐ]), eller bara Eusébio, född den 25 januari 1942 i Lourenço Marques i Portugisiska Östafrika, död den 5 januari 2014 i Lissabon, var en portugisisk professionell fotbollsspelare (anfallare). Han är av många ansedd som en av världens bästa spelare genom tiderna.
Eusebio spelade en match med Malmö FF den 12 juli 1971. Mot Moskvas stadslag på Malmö Stadion inför 12 000 åskådare. 

## Karriär
Eusébio var en av 1960-talets allra största fotbollsstjärnor med framgångar i Benfica och med Portugal. Han tillhörde samma generation som brasilianarna Pelé och Garrincha. 
Med Benfica vann Eusébio ligan elva gånger och cupen fem gånger på femton år. Han blev samtidigt portugisisk skyttekung sju gånger under dessa år – varav fem år i rad (1964–1968). Två gånger, 1968 och 1973, vann han också Guldskon som hela Europas skyttekung med 42 respektive 40 mål.
1965 utnämndes han till Årets spelare i Europa och fick då ta emot Guldbollen. Att Eusébio inte fick samma utmärkelse året därpå, då han vann skytteligan i såväl Portugal som Europacupen och VM, förklaras av att England besegrade Portugal i semifinalen och sedan vann hela VM. I samma VM lyckades ändå Eusébio i kvartsfinalen mot Nordkorea på egen hand vända ett 0–3-underläge till seger med 5–3; 4 mål blev det från Svarta Panterns fötter och ett spel i övrigt, med soloprestationer på löpande band, som fick världen att häpna.

## Övrigt
Eusébio växte upp i ett fattigt område i Lourenço Marques (nuvarande Maputo), huvudstaden i Moçambique, där han ofta lät fotbollen gå före skolan. Hans far var järnvägsarbetare och dog när han var åtta år. 
Eusébio var en säker straffskytt med en svit på 40 raka straffmål innan han missade. Utanför Benficas hemmaarena finns en staty av honom, och han har även blivit utsedd till Portugals främste idrottsman genom tiderna. 
Eusébio arbetade också för att Portugal skulle få arrangera EM i fotboll 2004.

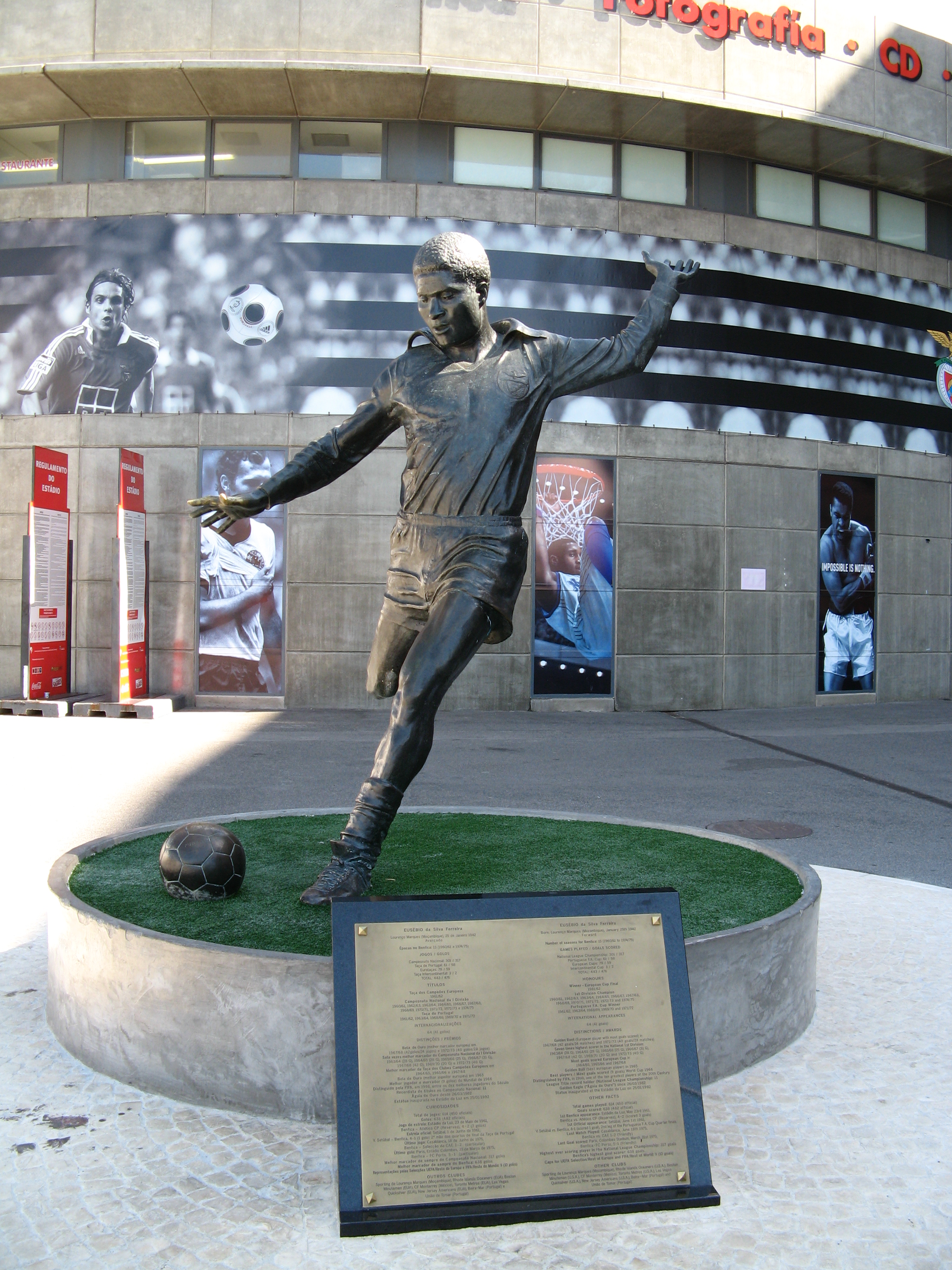
Eusébio som staty utanför Estadio da Luz, Benficas hemmaarena.

Eusébio har kuriöst nog även spelat en A-lagsmatch för svenska Malmö FF. Det var den 12 juli 1971 i en vänskapsmatch mot Moskvas stadslag på Malmö stadion. Eusébio gjorde själv ett mål och en assist när han först klackpassade fram till Curt Olsbergs mål och sedan gjorde ett mål själv, matchen slutade 2–2.

## Meriter

### I klubblag
- SC Lourenço Marques
  - Moçambikisk mästare 1960

- Benfica
  - Portugisisk mästare 
    - 1961, 1963, 1964, 1965, 1967, 1968, 1969, 1971, 1972, 1973, 1975

  - Portugisisk Cupmästare 
    - 1962, 1964, 1969, 1970, 1972

  - Europacupen vinnare (Föregångare till Uefa Champions League) 
    - 1961, 1962

  - Cup of Honour (Taça de Honra)
    - 1962–63, 1964–65, 1966–67, 1967–68, 1968–69, 1971–72, 1972–73, 1973–74, 1974–75

  - Ribeiro dos Reis Cup (Taça de Ribeiro dos Reis)
    - 1963–64, 1965–66, 1970–71

- Toronto Metros-Croatia
  - Nordamerikansk mästare (NASL)
    - 1976

### I landslag
- Portugal
  - VM-brons 1966

### Individuellt
- - Silverbollen, Europas näst bäste spelare 1962, 1966
  - Skyttekung Portugisiska Ligan 1964, 1965, 1966, 1967, 1968, 1970, 1973
  - Guldbollen (Ballon d'Or), Europas bäste spelare 1965
  - Skyttekung Europacupen 1965 (9 mål), 1966 (7), 1968 (6)
  - Världens bäste spelare 1965 (Utsedd av World Soccer Magazine)
  - Skyttekung i VM 1966 (9)
  - Guldskon (Bäste målskytt i alla Europeiska ligor) 1968 (42), 1973 (40)
  - Portugals guldboll (för hela karriären) 1991
  - Årets Idrottare i Portugal 1970, 1973
  - Totalt antal mål i karriären 1137 (1957–1978)
  - Uefa President Award (för utmärkande prestationer för fotbollens sak) 2010